# Elezioni parlamentari in Finlandia del 2019
Le elezioni parlamentari in Finlandia del 2019 si tennero il 14 aprile per il rinnovo dell'Eduskunta. In seguito all'esito elettorale, Antti Rinne, espressione del Partito Socialdemocratico Finlandese, divenne Ministro capo.

## Risultati
| Liste                                 | Voti      | %     | Seggi |
| ------------------------------------- | --------- | ----- | ----- |
| Partito Socialdemocratico Finlandese  | 546 471   | 17,73 | 40    |
| Veri Finlandesi                       | 538 805   | 17,48 | 39    |
| Partito di Coalizione Nazionale       | 523 957   | 17,00 | 38    |
| Partito di Centro Finlandese          | 423 920   | 13,76 | 31    |
| Lega Verde                            | 354 194   | 11,49 | 20    |
| Alleanza di Sinistra                  | 251 808   | 8,17  | 16    |
| Partito Popolare Svedese di Finlandia | 139 640   | 4,53  | 9     |
| Democratici Cristiani Finlandesi      | 120 144   | 3,90  | 5     |
| Movimento Ora                         | 69 427    | 2,25  | 1     |
| Riforma Blu                           | 29 943    | 0,97  | –     |
| Partito Pirata                        | 19 032    | 0,62  | –     |
| Coalizione Alandese                   | 11 640    | 0,38  | 1     |
| Movimento Sette Stelle                | 11 366    | 0,37  | –     |
| Partito dei Cittadini                 | 7 645     | 0,25  | –     |
| Partito Femminista                    | 6 662     | 0,22  | –     |
| Partito Liberale                      | 5 014     | 0,16  | –     |
| Partito Comunista Finlandese          | 4 305     | 0,14  | –     |
| Partito della Giustizia degli Animali | 3 378     | 0,11  | –     |
| Partito dell'Indipendenza             | 2 444     | 0,08  | –     |
| Prima il Popolo Finlandese            | 2 366     | 0,08  | –     |
| Partito Comunista dei Lavoratori      | 1 240     | 0,04  | –     |
| Altri                                 | 8 515     | 0,28  | –     |
| Totale                                | 3 081 916 | 100   | 200   |

- Nel riepilogo generale pubblicato dal ministero dell'interno, i voti di Movimento Ora e Coalizione Alandese sono inclusi all'interno di altri gruppi (muut ryhmät), per un totale di 89.582 voti.

| Riepilogo dei seggi (+/- elezioni 2015) | Riepilogo dei seggi (+/- elezioni 2015) | Riepilogo dei seggi (+/- elezioni 2015) | Riepilogo dei seggi (+/- elezioni 2015) | Riepilogo dei seggi (+/- elezioni 2015) | Riepilogo dei seggi (+/- elezioni 2015) | Riepilogo dei seggi (+/- elezioni 2015) |
| --------------------------------------- | --------------------------------------- | --------------------------------------- | --------------------------------------- | --------------------------------------- | --------------------------------------- | --------------------------------------- |
|                                         |                                         |                                         |                                         |                                         |                                         |                                         |
| Vasemmisto                              | 16                                      | ▲ 4                                     |                                         | Vihreät                                 | 20                                      | ▲ 5                                     |
| SDP                                     | 40                                      | ▲ 6                                     |                                         | ÅS                                      | 1                                       | ━                                       |
| Liike Nyt                               | 1                                       | ▲ 1                                     |                                         | Keskusta                                | 31                                      | ▼ 18                                    |
| SFP/RKP                                 | 9                                       | ━                                       |                                         | KD                                      | 5                                       | ━                                       |
| Kokoomus                                | 38                                      | ▲ 1                                     |                                         | PS                                      | 39                                      | ▲ 1                                     |